# Breitbandverteilnetz
Breitbandverteilnetze dienen der Übertragung von Hörfunk- und Fernsehprogrammen von zentralen Verteilstellen zu den Teilnehmern. Das bekannteste Breitbandverteilnetz ist das Kabelfernsehnetz.
Heute gelten Breitbandverteilnetze als technisch überholt, sie werden durch überregionale Glasfaserleitungsnetze ersetzt oder nur noch als lokale Kabelfernsehnetze weiter betrieben.

## Besonderheit
Breitbandverteilnetze erfordern einen einseitigen Fluss von Nachrichten von einer Quelle (dem Sender) zu mehreren Zielen (den Empfängern, in der Regel also den Haushalten). Im Gegensatz zur Breitbandkommunikation in Breitbandvermittlungsnetzen können die Empfänger hier nicht zu Sendern werden.

## Netztopologie

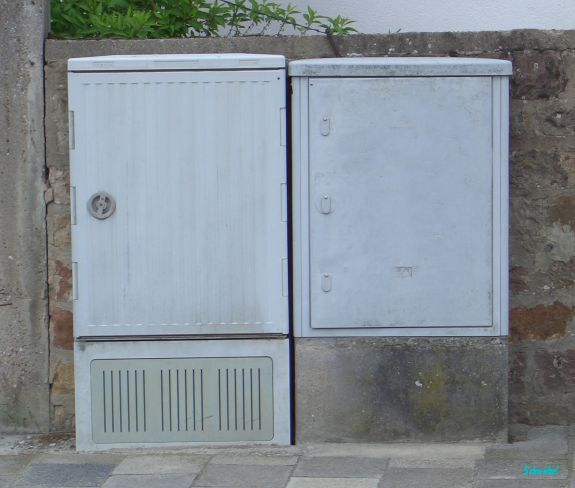
Links: Breitbandverteilergehäuse der Netzebene 3, mit eingebauter aktiver Technik;
rechts: KVz des Telefonnetzes

Kabelfernsehen erfordert eine baumförmige Netzstruktur, d. h. ein Netz, das sich von einem Punkt aus verzweigt. Die Netzstruktur eines örtlichen Breitbandverteilnetzes besteht aus
- der Netzebene 2: zentralen Einrichtungen
- der Netzebene 3: dem eigentlichen Breitbandverteilnetz mit aktiven und passiven Komponenten
- der Netzebene 4: den angeschlossenen Hausübergabepunkten mit den dahinterliegenden privaten Hausverteilnetzen.

## Technologie
Die Breitbandverteilnetze wurden in Kupfer-Koaxialkabeltechnik errichtet, da diese Technik zu Beginn der Verkabelung die wirtschaftlich sinnvollste Bedarfsdeckung ermöglichte. Je nach Bauart reicht die Bandbreite dieses Kupfer-Koaxialkabels derzeit von 450 MHz bis zu 1 GHz. Zunächst hatten 90 Prozent der vorhandenen Kabelnetze eine Bandbreite von 47 bis 450 MHz; darüber lassen sich etwa 35 analoge Kanäle oder 140 digitale Programme übertragen.

## Geschichte
Der Ausbau einer bundesweiten technischen Infrastruktur für Breitbandverteilnetze geht auf Entscheidungen aus den 1970er Jahren zurück, insbesondere auf die Empfehlungen der Kommission für den Ausbau der technischen Kommunikationssysteme (KtK) aus dem Jahr 1976. Die Breitbandverteilnetze wurden ursprünglich auch für die neu entstehenden Kabelfernsehnetze konzipiert.